# ناوچه کلاس ژپارد
| روسیه ·              | روسیه ·                                                                 |  |
| -------------------- | ----------------------------------------------------------------------- |  |
|                      |                                                                         |  |
| اطلاعات کلی          |                                                                         |  |
| نوع کشتی             | ناوچه                                                                   |  |
| کلاس                 | کلاس ژپارد                                                              |  |
| کشور سازنده          | روسیه                                                                   |  |
| مشخصات               |                                                                         |  |
| طول کشتی             | ۱۰۲ متر                                                                 |  |
| پهنای بدنه           | ۱۳٫۱ متر                                                                |  |
| ارتفاع ستون          | ۳.۷ تا ۵.۳ متر                                                          |  |
| بارگیری استاندارد    | ۱۵۰۰ تن (استاندارد)                                                     |  |
| حداکثر ظرفیت بارگیری | ۱۹۳۰ تا ۲۱۰۰ تن                                                         |  |
| نوع موتور            | ۲ موتور توربین گاز (هریک ۲۹۳۰۰ اسب بخار) یک موتور دیزلی (۸۰۰۰ اسب بخار) |  |
| تعداد خدمه           | ۱۰۹ تا ۱۳۱ نفر                                                          |  |
| سرعت                 | ۲۸ گره دریایی (۵۲ کیلومتر برساعت)                                       |  |
| برد عملیاتی          | ۵۰۰۰ مایل دریایی (۹۲۵۰ کیلومتر) با سرعت ۱۰ گره دریایی (۱۸.۵ ک‌م)         |  |
| جنگ‌افزارها           |                                                                         |  |
| توپخانه              | ۱ × توپ ۷۶ میلیمتری آکا-۱۷۶ام ۲ × اژدرانداز دوتایی ۵۳۳ میلیمتری         |  |
| سیستم موشکی          | ۸ × موشک ضدکشتی خا-۳۵ اوران                                             |  |
| توپخانه ضدهوایی      | دو توپ ۶لول ۳۰ م‌م دفاع نزدیک آکا-۶۳۰                                    |  |
| موشک دفاع هوایی      | موشک اوسا-ام با دو لانچر و بیست موشک                                    |  |
| هواگردهای قابل حمل   | ۱ × بالگرد دریایی کاموف-۲۸ یا کاموف-۳۱                                  |  |
| سرنوشت               |                                                                         |  |

پروژه ۱۱۶۶۱ کلاس ژپارد کلاسی از ناوچه‌های سبک روسی است که در کارخانه کشتی‌سازی زلندولسک تاتارستان طراحی و تولید شده‌اند. اولین ناوچه از این کلاس در سال ۱۹۹۳ به آب انداخته شد و در سال ۱۹۹۵ تقریباً تکمیل شده بود اما ادامه پروژه به دلیل کاهش بودجه معلق شد. نهایتاً این کشتی که با نام تاتارستان شناخته می‌شد در سال ۲۰۰۲ به خدمت نیروی دریایی روسیه در آمد. کشتی دوم این کلاس با نام داغستان (نام سابق آلباتروس) هم که ساخت آن از سال ۱۹۹۳ آغاز شده بود در سال ۲۰۱۱ به آب انداخته شده و وارد نیروی دریایی روسیه شد. در سال ۲۰۰۶ ویتنام قراردادی را برای خرید دو فروند از این ناوچه‌ها با روسیه امضا کرد. این دو ناوچه در سال ۲۰۱۱ وارد نیروی دریایی ویتنام شدند. 
ناوچه‌های کلاس ژپارد در اصل برای بازار صادراتی طراحی شده و در پنج مدل عرضه شده‌اند. این کشتی‌ها بدنه فولادی دارند و سازه فوقانی از آلیاژ آلومینیوم و منیزیم ساخته شده‌است. حداکثر بارگیری مدل‌های مختلف آن‌ها ۱۹۰۰ تا ۲۱۰۰ تن و طول آن‌ها ۱۰۲ متر است. ۱۰۳ نفر پرسنل دارند و یک هلیکوپتر دریایی کاموف-۲۸ یا کاموف-۳۱ را حمل می‌کنند. نیروی محرکه آن‌ها با استفاده از ترکیبی از موتور دیزلی و موتورهای توربین گاز به دست می‌آید. حداکثر سرعت آن‌ها ۲۸ گره دریایی و برد عملیاتی آن‌ها ۵۰۰۰ مایل دریایی (۹ هزار کیلومتر) با سرعت ۱۰ گره دریایی است. 
ترکیب جنگ‌افزارهای این ناوچه‌ها شامل هشت لانچر موشک‌های ضدکشتی خا-۳۵ اس‌اس-ان-۲۵ اوران، یک سامانه موشکی سطح‌به‌هوای Osa-M با دو لانچر و بیست موشک، دو لانچر دو تایی اژدرهای کالیبر ۵۳۳ میلی‌متری، یک توپ دریایی ۷۶ میلی‌متری AK-176M با نواخت تیر ۱۲۰ در دقیقه و برد مفید ۱۰ کیلومتر و کاربرد دوگانه سطحی-هوایی، و دو توپ ۶ لول ۳۰ میلی‌متری دفاع نزدیک آکا-۶۳۰ می‌شود.